# 奥劳纽绍帕蒂
奥劳纽绍帕蒂，是匈牙利索博尔奇-索特马尔-贝拉格州所辖的一个村。总面积21.36平方公里，总人口1987，人口密度93.0人/平方公里（2011年1月1日）。